# Sonnet 138

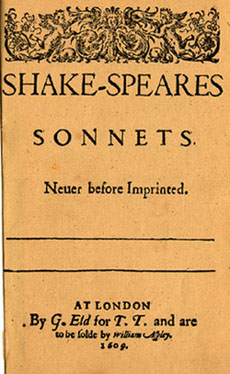
Sonnetten van Shakespeare, 1609

Sonnet 138 behoort binnen de sonnetten van Shakespeare tot een reeks waarin een Dark Lady voorkomt. In deze sonnetten vertelt de dichter over zijn passionele liefde voor haar, alsook over de twijfels, schuldgevoelens en onzekerheden die daarmee gepaard gaan. Deze Dark Lady-reeks, die begint met Sonnet 127 en eindigt met Sonnet 152, volgt de Fair Youth-reeks op waarin de dichter een mooie jongeman toespreekt. Dit sonnet werd samen met Sonnet 144 voor het eerst - in een iets afwijkende versie - gepubliceerd in The Passionate Pilgrim, een verzameling van 20 gedichten die verscheen in 1599, uitgegeven door William Jaggard.
Shakespeare lijkt in dit sonnet te vertellen over zijn eigen frustrerende relatie met de 'dark lady', hoewel dit door biografen niet meer te achterhalen is. Waarschijnlijk waren thema's als het verval van schoonheid, het ouder worden en de (on)trouw van de partner ook bekommernissen van de ouder wordende Shakespeare.

## Shakespeares tekst
| Sonnet 138 When my love swears that she is made of truth I do believe her though I know she lies, That she might think me some untutored youth Unlearnèd in the world's false subtleties. Thus vainly thinking that she thinks me young, Although she knows my days are past the best, Simply I credit her false-speaking tongue; On both sides thus is simple truth suppressed. But wherefore says she not she is unjust, And wherefore say not I that I am old? O, love's best habit is in seeming trust, And age in love loves not to have years told. Therefore I lie with her, and she with me, And in our faults by lies we flattered be. |

## Vertaling
Als ik mijn liefste hoor zweren dat ze oprecht is,
Geloof ik haar, ofschoon ik weet dat ze liegt,
Zodat ze me als een naïeve jongeling kan beschouwen
Die van de cynische wereld geen weet heeft.
Het streelt mijn ijdelheid dat ze me jong zou vinden,
Ook al zijn mijn beste jaren lang voorbij,
Ik huichel dat ik haar valse tong geloof;
Zo wordt de eenvoudige waarheid door ons beiden verdrongen.
Maar waarom zegt zij niet gewoon waar het op staat,
En waarom geef ik niet toe dat ik oud ben?
Ach, liefde bedekt zich best met de schone mantel van de schijn,
En oude geliefden moet je hun leeftijd niet vertellen.
Zo liggen en liegen we samen verder,
En dankzij die leugens leven we toch tevreden.

## Analyse
Shakespeares sonnetten zijn voornamelijk geschreven in een metrum genaamd jambische pentameter, een rijmschema waarin elke sonnetregel bestaat uit tien lettergrepen. De lettergrepen zijn verdeeld in vijf paren, jamben genoemd, waarbij elk paar begint met een onbeklemtoonde lettergreep.
In dit sonnet wordt de relatie tussen twee minnaars ontleed die elkaar al wat langer kennen, maar toch geen afstand willen doen van het ideale beeld dat ze van zichzelf en van de ander hebben. Het lijkt bedrog om de ander te laten geloven dat hij ondanks zijn of haar leeftijd toch nog jong is, of om te verzwijgen dat zijn of haar schoonheid niet meer dezelfde is. Toch doen partners dit vaak, en voelen zich daar op een bepaalde manier toch tevreden over.

### Versregels 1 en 2
"When my love swears that she is made of truth"

Deze eerste versregel is al meteen een woordspeling, want truth kan zowel duiden op oprechtheid al trouw. In het Engels bestaat de uitdrukking 'a maid of truth', een ware maagd.
"I do believe her though I know she lies,"

De minnaar dwingt zichzelf hier om te geloven dat de vrouw die hij liefheeft de waarheid spreekt. Hij dwingt zichzelf ondanks dat hij weet dat zij liegt (lies in de zin van liegen) of dat zij vreemdgaat (lies in de zin van liggen ofwel naar bed gaan met een ander). De redenen waarom worden later in het sonnet uitgelegd.

### Versregels 3 en 4
"That she might think me some untutored youth,"

Untutored youth (letterlijk: onopgeleide jongeling), betekent iemand die nog erg 'groen' is, niet vertrouwd met hoe het er in de echte wereld aan toegaat.
"Unlearned in the world's false subtleties."

De false subtleties zijn de valse, achterbakse streken die mensen met elkaar uithalen. Een jeugdig iemand is daar door zijn naïviteit niet tegen gewapend en moet dit nog leren.

### Versregels 5 en 6
"Thus vainly thinking that she thinks me young,"

Het flatteert de dichter dat zij hem de indruk wil geven dat hij nog jong is, ook al liegt ze.
"Although she knows my days are past the best,"

De dichter heeft zijn jonge en beste jaren achter de rug, hij weet dat en zij weet dat. Toch lijken ze samen een spelletje te spelen dat ze elkaar daarmee niet wensen te confronteren.

### Versregels 7 en 8
"Simply I credit her false-speaking tongue:"

Het lijkt er meer en meer op dat de dichter met de vrouw een afspraak heeft, die veel weg heeft op een zakelijk contract: zij zegt niets over zijn leeftijd en hij niets over haar ontrouw. Binnen die context 'gelooft' hij (I credit her) haar tong die onoprechte woorden spreekt. De versregel wordt ook geassocieerd met de slang uit de Bijbel die valse woorden influistert. Simply heeft betrekking op het feit dat de dichter voorwendt - als de eenvoudige jongen die hij in werkelijkheid niet is - haar te geloven.
"On both sides thus is simple truth suppressed."

De voor de hand liggende waarheid (alweer: dat zij ontrouw is en hij oud) moet plaatsmaken voor de leugen dat hij een naïeve jongeling is die zij alles kan wijsmaken, en dat zij steeds de waarheid spreekt.

### Versregels 9 en 10
"But wherefore says she not she is unjust"

"And wherefore say not I that I am old?"

'Wherefore' = voor welke reden, waarom. Richt de dichter zich tot de lezer, een toehoorder, of is het een 'monologue intérieur'? Waarschijnlijk het laatste, maar het heeft ook een duidelijke functie in het sonnet. In het volgende deel van het sonnet wordt immers een verklaring gegeven waarom de partners zich zo gedragen.

### Versregels 11 en 12
"O, love's best habit is in seeming trust,"

'Habit' is niet alleen het vertoond gedrag, maar kan ook een kledingstuk zijn, iets dat je toelaat om je ware gedachten en gevoelens te 'bedekken', aan de buitenwereld te onttrekken. Seeming trust is de schijn die die de partners ophouden dat ze elkaar vertrouwen.
"And age in love, loves not to have years told."

'Age in love' betekent een oudere minnaar, de dichter dus. En die houdt er niet van om zijn leeftijd te horen.

### Versregels 13 en 14
"Therefore I lie with her, and she with me,"

"And in our faults by lies we flattered be."

In het laatste tweeregelig couplet, het distichon, maakt Shakespeare gebruik van een woordspeling "Therefore I lie with her, and she with me" betekent zowel "daarom slaap ik met haar en zij met mij" als "en daarom liegt zij tegen mij en ik tegen haar". Het sonnet eindigt - vrij cynisch - met de vaststelling dat ze ondanks hun 'fouten' (fysieke tekortkomingen, leugens) bij elkaar kunnen blijven door elkaar te ontzien en te prijzen voor kwaliteiten die ze al lang niet meer hebben.